# أتيليو ديماريا
أتيليو خوسيه ديماريا (بالإسبانية: Atilio José Demaría)‏ الشهير باسم أتيليو ديماريا (19 مارس 1909 - 11 نوفمبر 1990) لاعب كرة قدم أرجنتيني إيطالي شارك مع منتخب الأرجنتين في بطولة كأس العالم لكرة القدم 1930 وشارك مع منتخب إيطاليا في بطولة كأس العالم لكرة القدم 1934.
ولد في بوينس آيرس وشارك مع نادي إنتر ميلان الإيطالي في 295 مباراة في الفترة من 1931 إلى 1943 مسجلا 86 هدف.
كما لعب في أندية جيمناسيا لابلاتا، استودانتيل بورتينو، إنديبندينتي في الأرجنتين، نوفارا، لينيانو، كوسينزا في إيطاليا.
توفي ديماريا في منطقة هايدو التابعة لمحافظة بوينس آيرس بالأرجنتين في 11 نوفمبر 1990.
أخيه الأصغر فيليكس ديماريا احترف لعبة كرة القدم بما فيها اللعب لموسم واحد في نادي إنتر ميلان. وللتفريق بينهما كان يطلق على أتيليو اسم ديماريا الأول ويطلق على فيليكس اسم ديماريا الثاني.

## وصلات خارجية
- أتيليو ديماريا على موقع الاتحاد الدولي (مؤرشف)  (الإنجليزية)
- أتيليو ديماريا على موقع قاعدة بيانات كرة القدم.إي يو (الإنجليزية)
- أتيليو ديماريا على موقع ناشيونال فوتبول تيمز (الإنجليزية)
- أتيليو ديماريا على موقع عالم كرة القدم.نت (الإنجليزية)

- هذا السيرة الذاتية في موقع إنتر ميلان